# Hohengandern
Hohengandern est une commune allemande située dans l'arrondissement d'Eichsfeld en Thuringe.

## Géographie

Situation de Hohengandern dans l'arrondissement

Hohengandern est située dans l'ouest de l'arrondissement, à la limite avec l'arrondissement de Göttingen en Basse-Saxe et celui de Werra-Meissner en Hesse. La ville est le siège de la Communauté d'administration de Hanstein-Rusteberg et se trouve à 15 km à l'ouest de Heilbad Heiligenstadt, le chef-lieu de l'arrondissement et à 5 km à l'est de Witzenhausen.
Communes limitrophes (en commençant par le nord et dans le sens des aiguilles d'une montre) : Kirchgandern, Arenshausen, Bornhagen, Witzenhausen, Neu-Eichenberg et Friedland.

## Histoire
Hohengandern a appartenu à l'Électorat de Mayence jusqu'en 1802 et à son incorporation à la province de Saxe dans le royaume de Prusse.
Le village fut inclus dans la zone d'occupation soviétique après la Seconde Guerre mondiale avant de rejoindre le district d'Erfurt en RDA jusqu'en 1990.

## Démographie
| 1910 | 1933 | 1939 | 1997 | 2000 | 2004 | 2010 |
| ---- | ---- | ---- | ---- | ---- | ---- | ---- |
| 667  | 862  | 835  | 583  | 593  | 563  | 571  |